# 翁長舞
翁長 舞（おきなが まい、1987年11月14日 - ）は、日本の女性フリーアナウンサー。元ボイスワークス所属。元テレビ神奈川（tvk）契約アナウンサー、元琉球放送（RBC）アナウンサー。身長165cm、血液型O型。

## 来歴・人物
- 東京都出身。イギリス（3歳～7歳）→神奈川県横浜市→オランダ（14歳～16歳）を経て、東京へ。桐朋女子高等学校を経て、2010年3月聖心女子大学文学部英語英文学科卒業。
- 2010年4月琉球放送（RBC）に入社。琉球放送時代は「おなが まい」名義で活動していた。2012年3月をもって琉球放送を退社。同年4月、ボイスワークスからの派遣として、テレビ神奈川（tvk）の契約アナウンサーとなる。
- 2015年3月15日に行われた横浜マラソン2015にテレビ神奈川のメディア・ランナーとして出場。4時53分55秒で完走し、「サブ5（フルマラソンを5時間以内に完走すること）」を達成した。
- 2015年3月31日をもってテレビ神奈川との契約が終了[1]。
- 2017年4月から2018年3月まで、日テレNEWS24のキャスターを務めた。
- 趣味は、ミニシアター映画鑑賞、乗馬、クラブ音楽を聴きながら夕暮れ散歩、ゴルフ、物産展巡り、サプライズ企画、英会話（TOEIC800点）。

## 担当番組等

### 現在
2018年11月時点
- 未確認

### 過去

#### 学生時代
- TOKYO EYE（NHKワールド、クリス・ペプラー司会・英語情報番組） - リポーター
- 高校野球ダイジェスト（テレビ埼玉） - アシスタント、リポーター

#### 琉球放送

##### テレビ
- RBCフラッシュニュース（不定期）
- 沖縄BON!!（スタジオ進行、リポーター）
- ズバッとget！
- RBC THE NEWS（比嘉俊次のリリーフ 2010.10.13）

##### ラジオ[2]
- RBCニュースi
- リビドー翁長舞の女子会議 - 司会・ディレクター
- COUNTDOWN　U.S. - パーソナリティー
- 舞・蘭
- 一人語り劇場
- 沖縄大好き再発見

#### tvk
- 高校野球ニュース（2012年、2013年、2014年) - キャスター
- tvkアニメまつり2013（関内ホール大ホール）
- キッズ劇場!!ピース - 英語コーナー『マイウェイ』担当
- Teenage Party キメ★パピチ - スタジオ進行（ - 2013年3月)
- RDY! YOKOHAMA MARATHON（2014年10月3日 - 2015年3月20日）
- 部活応援プロジェクト しゃかりき(2013年4月 - 2015年3月)
- tvkニュース・天気 - 不定期

#### tvk契約終了後
- デイリーニュース（J:comさいたま） - キャスター
- Wake Up News / Market News / Morning News（日テレNEWS24）- 水曜担当キャスター
- Daily Planet（日テレNEWS24）- 木曜担当キャスター
- Pre-Dawn Update（日テレNEWS24）- 土曜（金曜深夜）担当キャスター